# Bv.206

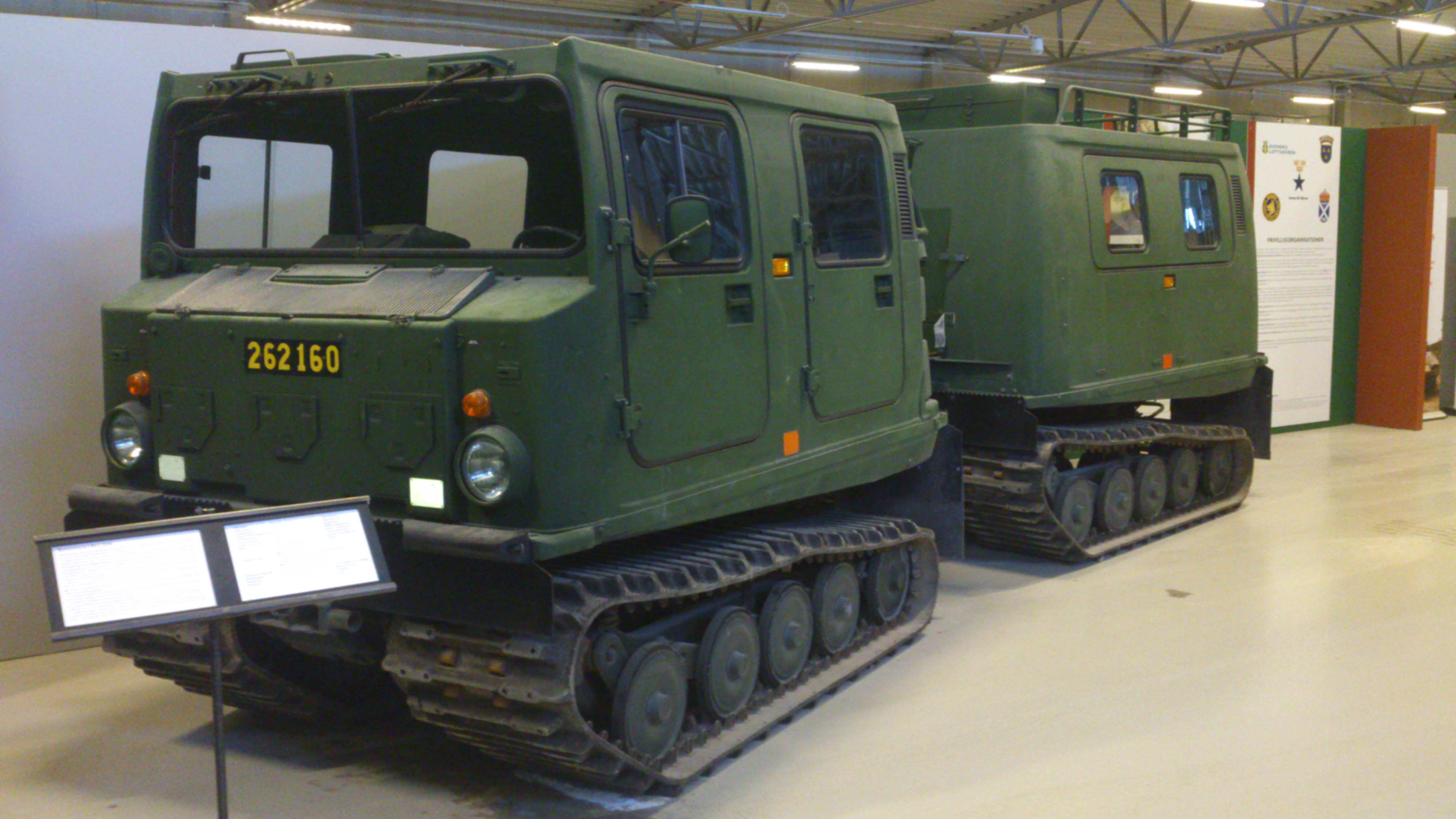
Bv.206

Bv.206(スウェーデン語: Bandvagn 206)は全地形に適応した装軌式の関節連結型トレーラー車両である。
現在BAEシステムズ・ランド&アーマメンツの傘下企業となっているヘグランドがスウェーデン陸軍のために開発した。
本車の構成は2部のユニットからなり、4基設けられているすべての走行装置が動力を配分されている。前方車両に6人、後方車両に11人を乗せ、総員17人を輸送可能であり、後方車両は救護ユニットなど異なる用途に転用されることもある。
本車は11,000両以上が生産され、世界37カ国以上で利用されている。

## 概要
Bv.206全地形装軌車両の開発は1974年に始まった。3系統の試験車両が1976年から1978年の間に製造され、最初の量産型は1980年にスウェーデン防衛局に引き渡された。
Bv.206は先代のボルボBv.202と同様に、雪上やスウェーデン北部の泥炭地での兵員と装備の輸送のために設計された。車両は前後に分割され関節部で繋がっており、軽い車体と幅が広いゴム履帯によって低い接地圧を実現している。この低い接地圧によって、柔らかい雪でも沈むことなく移動するため悪条件下の地形でも接地の維持を可能としている。車体はグラスファイバー製で水陸両用となっており、水上を装軌によって時速4.7kmで推進できる。
総搭載重量は2,250kgで、駆動させる合計重量が2,500kgまでであれば、後方車両のさらに後部での牽引が可能である。
Bv.206は小型ユニット支援車両(SUSV)としても知られ、アメリカでは"susvee"として知られる。アメリカ軍では派生型として救急車版、平台輸送車版、作戦本部版、スタンダードモデルなどが配備されている。アメリカ軍モデルは1997年からメルセデス製6気筒ディーゼルエンジンとノンハロン消火システムが搭載されている。これは、前方車両に火災が発生したことが数件あったためである。
その他の利用機関には、アメリカ合衆国とオーストラリアの南極調査組織、またイギリス、アイスランド、カナダの捜索救難サービス等が存在する。また、オーストラリアの高山地域における捜索救難サービスにも利用されており、カナダ軍がアナコンダ作戦中に戦闘に利用している。ウクライナでは、2022年に始まったウクライナ侵攻以降、スウェーデンから供与されたBv.206が運用されている。
シンガポール陸軍はBv.206の他に国産のブロンコATTCを利用しており、民間向けのExtremVを消防プラットフォームとしてシンガポール民間防衛軍や海外の消防機関に販売している。日本ではモリタが販売代理店となりレッドサラマンダーとして岡崎市消防本部に配備されている。
退役した車両は民間に引き取られた後、移動用車両として前後に分けられ、特にカナダのアルバータ州では遠方の油井への移動などに使われ、植林等にも利用されている。

## 派生型
Bv 206A
Bv206Aは救急車版。後方車両に担架を運び入れることが可能である。
Bv 206F
BV206Fは消防車版。
RaBv 2061
RaBv 2061は通信・司令版。通信装置や士官の指令所用として改修されている。
PvBv 2062
PvBv 2062はオープントップ版。90mmPvpj 1110無反動対戦車砲で武装している。
PvBv 2063
PvBv 2063は2062版と類似している。しかしBGM-71 TOW (Rbs 55)やBILL(Rbs 56)などの対戦車ミサイルに適合している。

### Bv 206D/Bv 206S
Bv206D/Sは装甲兵員輸送車版であり、小型火器の攻撃から乗員を防護可能である。
この形式はフランス陸軍、ドイツ陸軍(379両のBv206D/S)、スペイン陸軍、オランダ海軍、イタリア陸軍(189両)、スウェーデン陸軍(50両)、シンガポール陸軍(300両)などが採用しており、シンガポール陸軍はこの車両でブロンコ全地形装軌車両を置き換えている。
本車は6気筒、出力130kWのシュタイアーM1-"Monoblock"エンジンを利用しており、車両は運転手のほかに前部車両に4人、後部車両に8人を乗せ、合計12人の戦闘装備部隊を輸送可能である。またBv.206SはCH-47、CH-53Eでの懸架輸送や、C-130による空輸が可能である。
アフガニスタンでのアナコンダ作戦に参加しているカナダ兵は、難地を越えられるこの車両をうまく利用し、完全戦闘装備で荒れた山岳地形を越え、高地を徒歩で移動する際に生じただろう消耗を避けることができた。

### BvS 10
BvS10は出力200kW、6気筒のシュタイアーM1エンジンを搭載したために以前より長さが伸びている。また本車は、ヘグランドの全地形車両に特徴的な関節ステアリングシステムで連結された、トレーラー型で完全水陸両用の装甲車両である。
元来、イギリス海兵隊コマンド部隊のために設計され、全地形車両(装甲)、ATV(P)バイキングと名づけられた。イギリス海兵隊装甲支援群やオランダ海兵隊などで利用されており、フランス陸軍も130両を注文している。ウクライナでも、スウェーデンが供与した車体がウクライナ海兵隊の第40独立沿岸防衛旅団で救護車両として運用されているのが確認された。
|          | AAV7                              | BMP-3F                                                             | ZBD-05                                         | EFV                         | BvS10                               |
| -------- | --------------------------------- | ------------------------------------------------------------------ | ---------------------------------------------- | --------------------------- | ----------------------------------- |
| 画像     |                                   |                                                                    |                                                |                             |                                     |
| 全長     | 8.16 m                            | 7.14 m                                                             | 9.5 m                                          | 9.27 m                      | 7.6 m                               |
| 全幅     | 3.26 m                            | 3.23 m                                                             | 3.36 m                                         | 3.63 m                      | 2.34 m                              |
| 全高     | 3.31 m                            | 2.30 m                                                             | 3.04 m                                         | 3.31 m                      | 2.2 m（前方車両） 2.1 m（後方車両） |
| 重量     | 25.6 t                            | 23.0 t                                                             | 26.0 t                                         | 28.7 t                      | 5.0 t（前） 3.5 t（後）             |
| 最大出力 | 400 hp                            | 500 hp                                                             | 550 hp （水上時は1,475 hp）                    | 851 hp （水上時は2,703 hp） | 285 hp                              |
| 最高速度 | 72 km/h                           | 70 km/h                                                            | 65 km/h                                        | 72 km/h                     | 65 km/h                             |
| 水上速度 | 13 km/h                           | 10 km/h                                                            | 20-30 km/h                                     | 46 km/h                     | 5 km/h                              |
| 乗員数   | 3+25名                            | 3+7-9名                                                            | 3+8名                                          | 3+17名                      | 1+4名（前）、8名（後）              |
| 武装     | 40mm自動擲弾銃×1 12.7mm重機関銃×1 | 7.62mm機関銃×3 30mm機関砲×1 100mm低圧砲2A70×1 9M117ATM（砲発射式） | 30mm機関砲×1 紅箭73CATM発射機×2 7.62mm機関銃×1 | 30mm機関砲×1 7.62mm機関銃×1 | 12.7mm重機関銃×1                    |
| 備考     |                                   | 海軍歩兵仕様                                                       | 火力支援型などの 派生型が存在                  | 2011年開発中止              | Bv.206の海兵隊仕様 2両連結式        |

### その他の派生型
その他、迫撃ランチャー、物資輸送、燃料輸送、レーダー、指令所型、無線中継型などさまざまな派生型が存在し、顧客の要求に応じたカスタマイズが容易に行える。

## 原型の仕様
- エンジン: 2.8L 99kW フォード・ケルンV6（英語版）
- ギアボックス: MB W 4A-018 オートマチックトランスミッション
- 重量: 4,500キログラム (9,900 lb)
- 搭載量: 2,240 kg (前部車両630 kg、トレーラー車両1,610 kg)
- 長さ: 6.9 m
- 広さ: 1.87 m
- 高さ: 2.4 m

## 画像

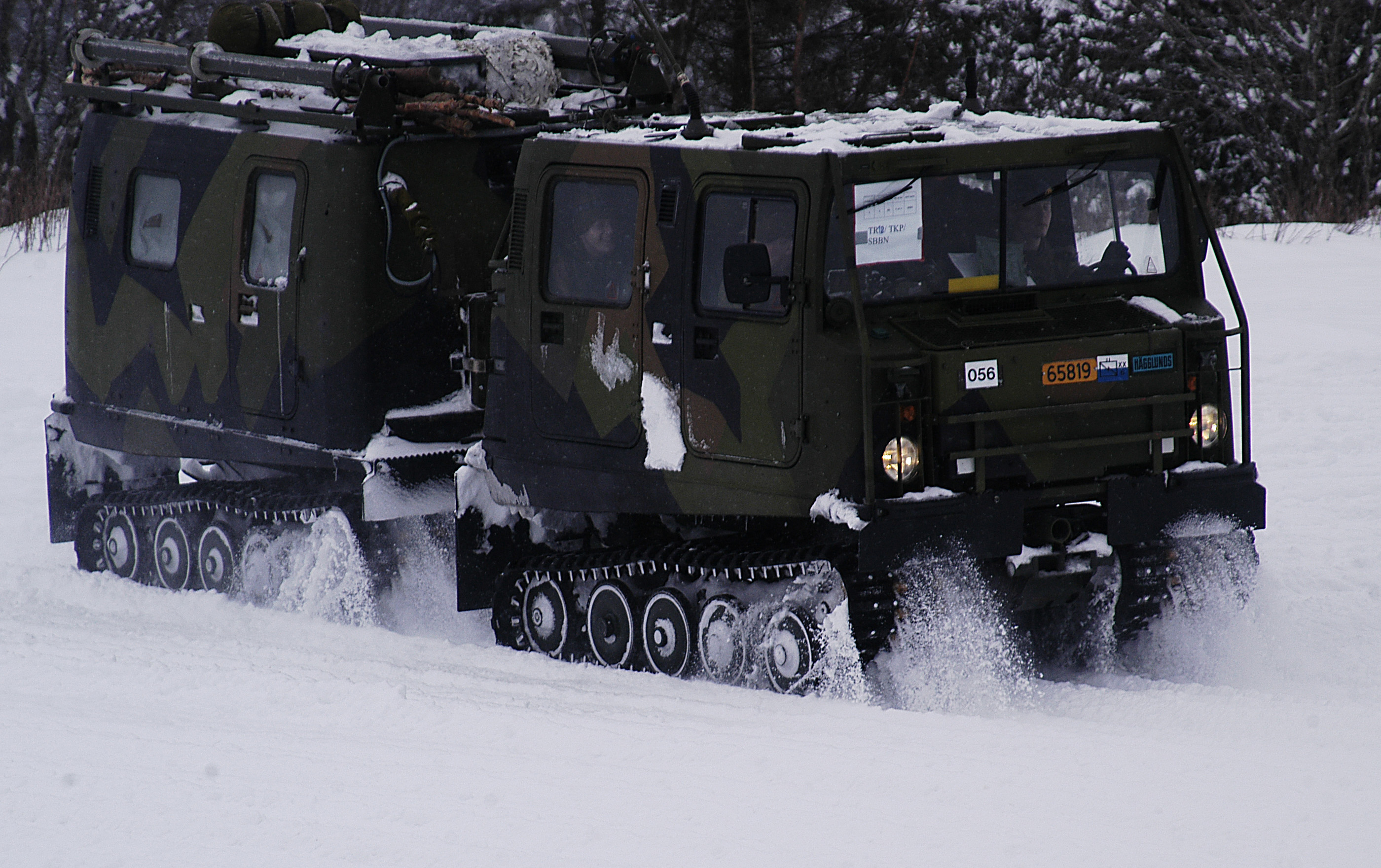
雪上移動中のノルウェー陸軍のBv.206
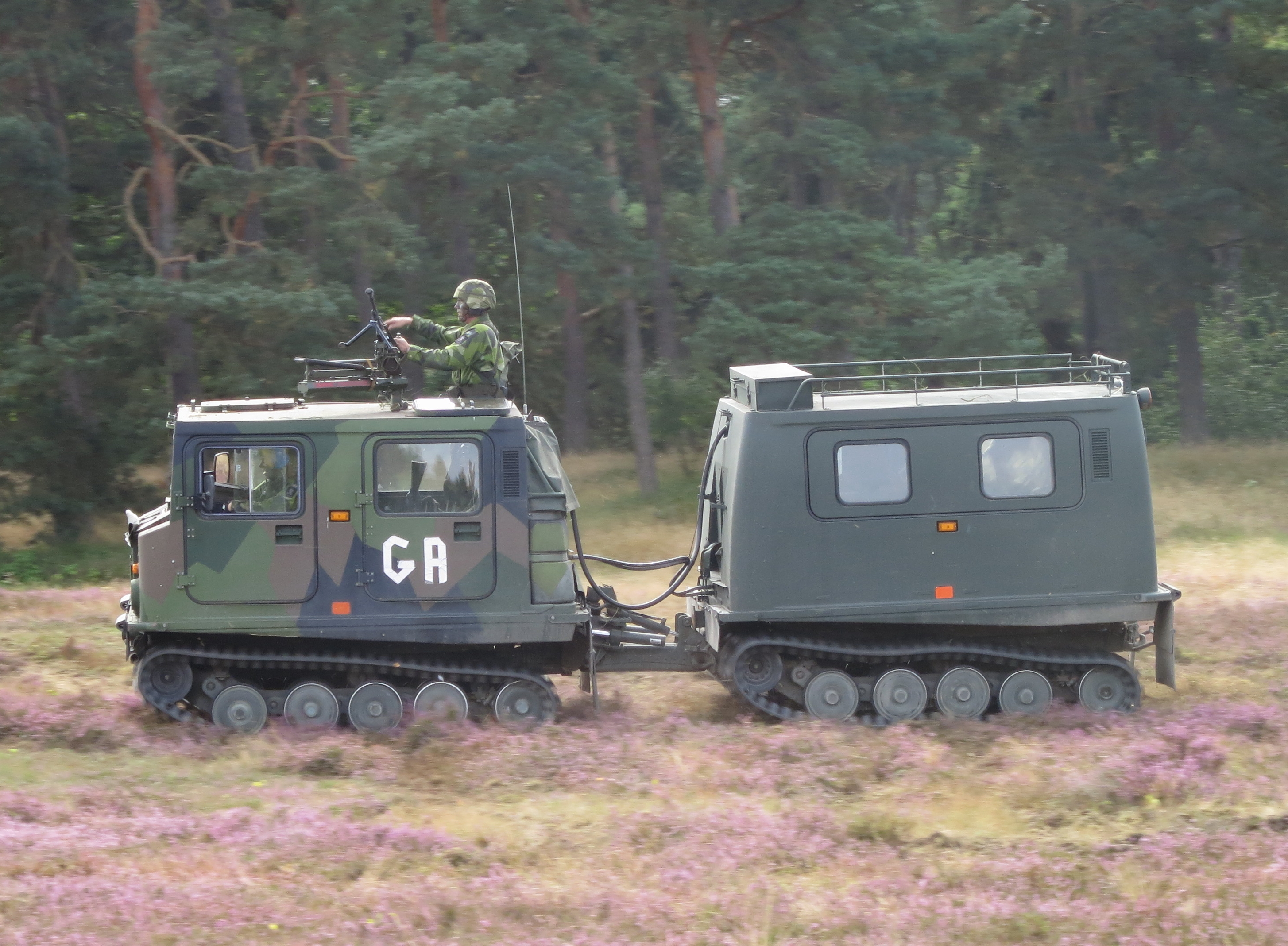
Bv 206の側面図。
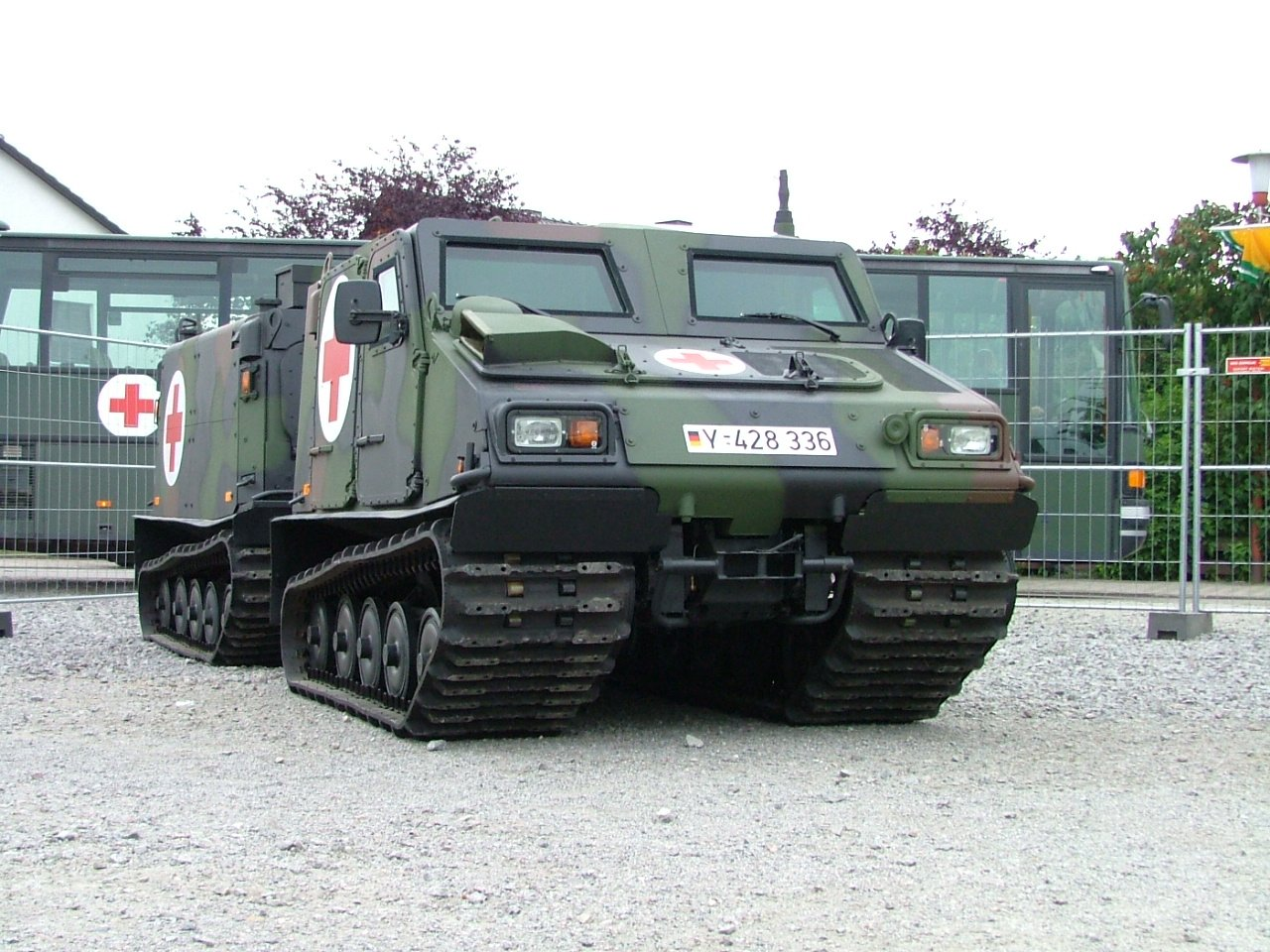
装甲型のBv206S救急車、ドイツ軍の所属車輌。
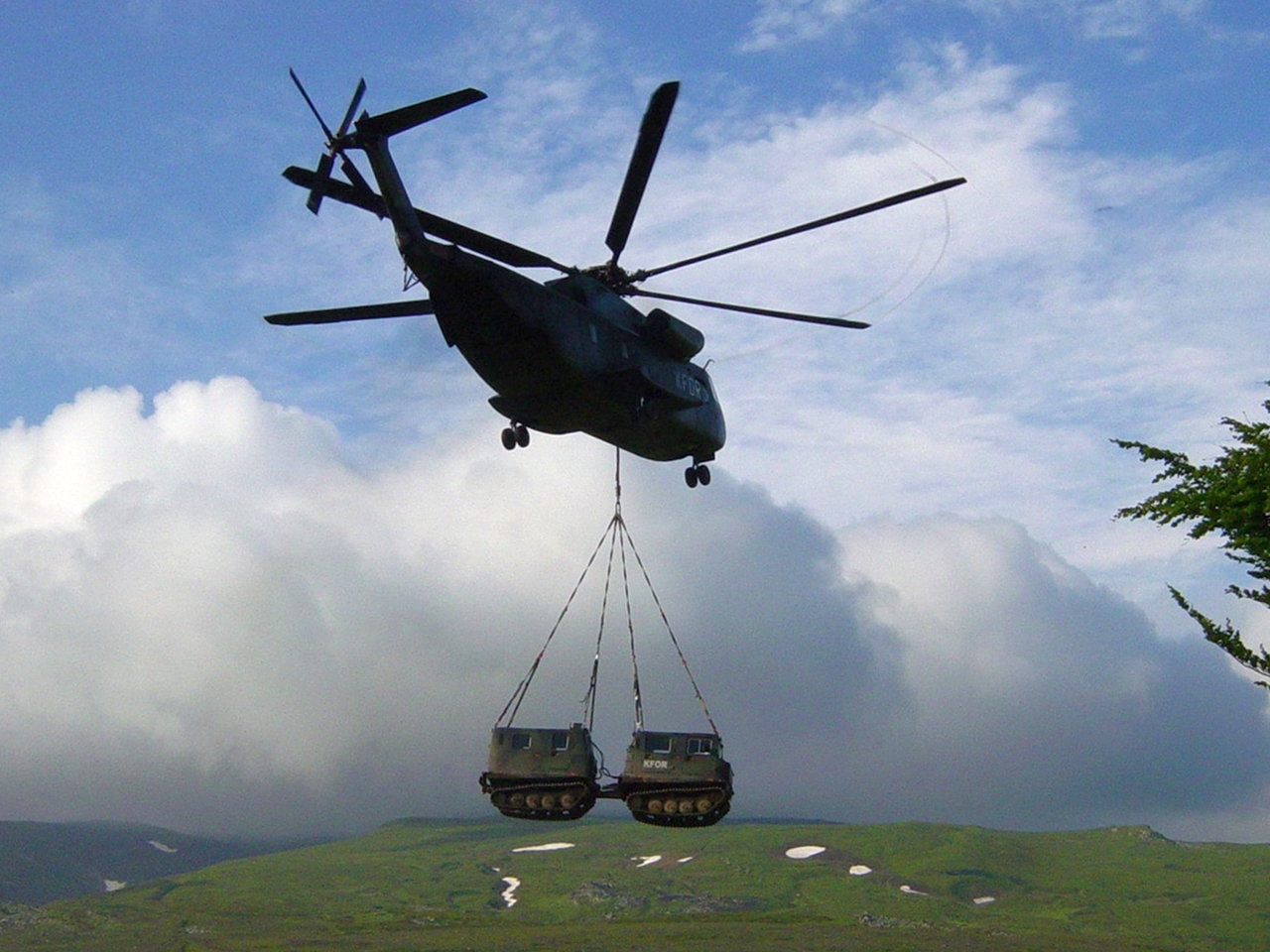
ドイツ軍のCH-53で輸送されるBv206D。
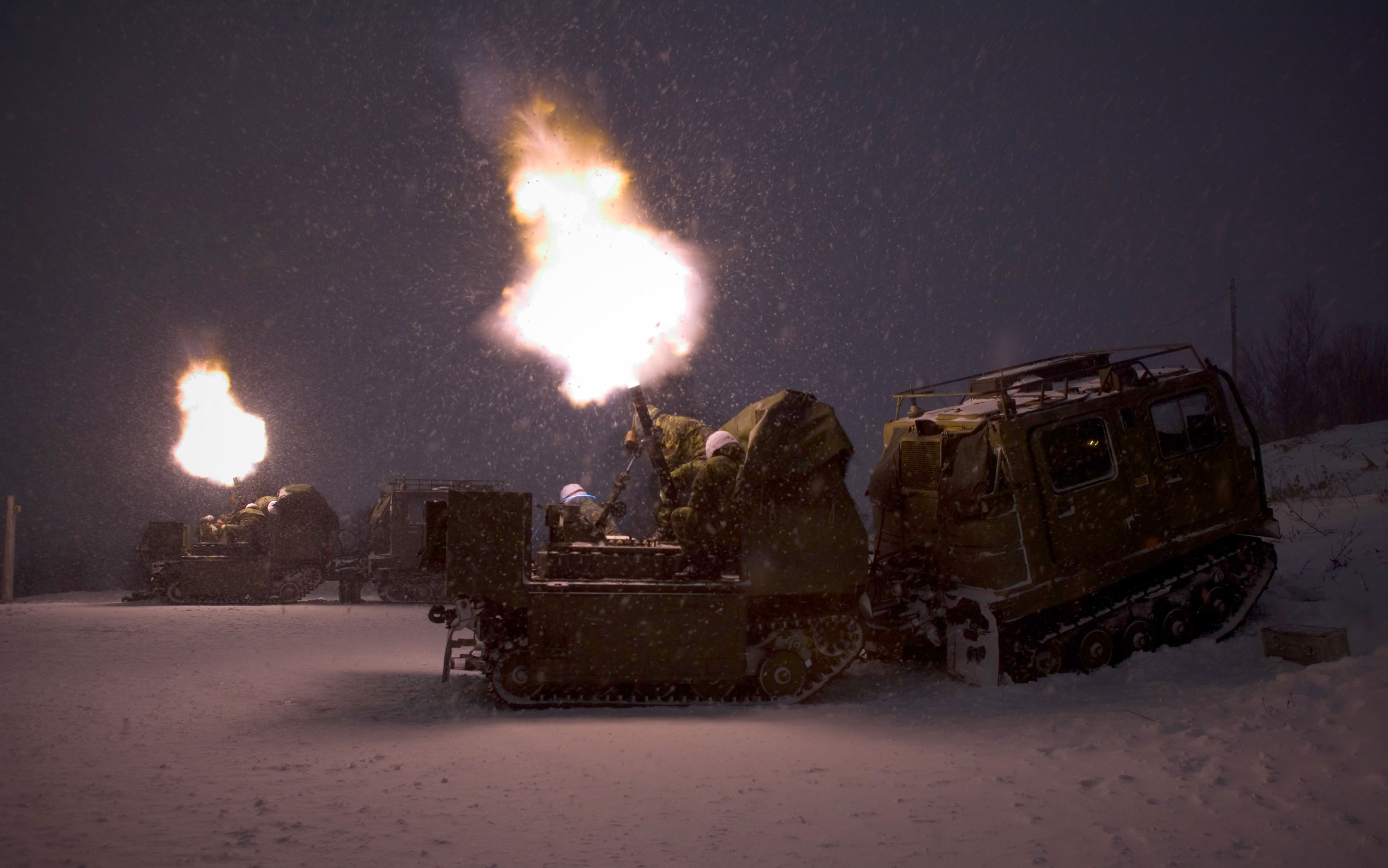
Bv206の後方車両に搭載された迫撃砲を撃つイギリス海兵隊

## 運用者
Bv.206は南極、ブラジル、カナダ、チリ、中華人民共和国、エストニア、フィンランド、フランス、ドイツ、アイルランド、イスラエル、イタリア、リトアニア、ラトビア、マレーシア、メキシコ、オランダ、ノルウェー、パキスタン、シンガポール、大韓民国、スペイン、スウェーデン、ウクライナ、イギリス、アメリカ合衆国などで利用されている。
日本でも1994年頃から航空自衛隊が大型雪上輸送車（型式：Bv206J-01/02）として配備を開始、2016年時点では4両が佐渡分屯基地第46警戒隊で運用されていたが、2021年までに全車が退役している。また国土交通省でも導入されている。
- オーストリア陸軍 - 2023年時点で、32両のBvS 10を保有している[5]。
- ブラジル海兵隊（英語版）
- カナダ陸軍 (78)
- エストニア陸軍
- フィンランド陸軍
- フランス陸軍 - 2023年時点で、49両のBvS 10を保有している[6]。
- ドイツ陸軍
- アイルランド市民防衛（英語版）
- イタリア陸軍
- ラトビア陸軍
- リトアニア陸軍
- ノルウェー陸軍
- スウェーデン陸軍 - 4,500両（BvS 10を含む）
- ウクライナ海兵隊[1]
- アメリカ海兵隊第86歩兵旅団戦闘チーム（英語版）
- 航空自衛隊